# Рёттгер, Хайнц
Хайнц Рёттгер (нем. Heinz Röttger; 6 ноября 1909, Херфорд — 26 августа 1977, Дессау) — немецкий композитор и дирижёр. Профессор (1963), доктор музыковедения (1934).

## Биография
В 1928—1931 обучался в Мюнхенской государственной академии музыки по классу дирижирования и композиции. Ученик Зигмунда фон Хаузеггера и Вальтера Курвуазье. В 1930—1934 обучался в Мюнхенском университете у Адольфа Зандбергера и Альфреда Лоренца.
С 1930 году опубликовал несколько работ в области музыковедения, в 1934 защитил докторскую диссертацию о проблемах музыкальной формы в творчестве Рихарда Штрауса.
В 1933—1934 был помощником главного дирижёра Баварской государственной оперы Ханса Кнаппертсбуша. В 1934—1944 годах работал в качестве аккомпаниатора и дирижёра в городском театре Аугсбурга.
Участник Второй мировой войны. В конце войны попал в плен, из которого был освобождён в 1946 г.
С 1948 по 1951 год — музыкальный директор Штральзундского театра, затем до 1954 года — главный музыкальный директор Народного театра Ростока.
С 1954 года до своей смерти — музыкальный руководитель Государственного театра в Дессау.
Лауреат музыкальной премии Генделя (1961) и премии города Дессау (1963).

## Творчество
В творческом наследии Хайнца Рёттгера несколько опер, симфонических, оркестровых и других музыкальных произведений, хоров.

## Избранные музыкальные сочинения
- Симфонии
  - Sinfonie «Nr.1» D-Dur (1935)
  - vier Sinfonien (1936)
  - Sinfonie E-Dur (1937)
  - Sinfonie gis-Moll (1939)
  - Choralsinfonie «Sollt' ich meinem Gott nicht singen?» (1946)
  - Sinfonia brevis (1949)
  - Dessauer Sinfonie (1965/66)
  - Sinfonietta (1937)
  - Sinfonietta «Nr.2» (1941)
  - Sinfonietta brevis da camera (1960)
  - Sinfonietta per archi (1968)
- Другие оркестровые произведения
  - Sinfonische Suite (1936)
  - Symphonische Improvisationen (1948)
  - Orchesterimpromptus (1952)
  - Orchestrale Aphorismen (1954)
  - Concertino für Orchester (1964)
  - Musik für Orchester (1972)
  - Sinfonische Kontraste (1976)
- Концерты
  - Klavierkonzert (1951)
  - Konzert für zwei Violinen und Orchester (1969)
  - Konzert für Violine, Violoncello und Orchester (1972)
  - Konzert für Violine, Kontrabass und Streichorchester (1971)
  - Violinkonzerte (E-Dur 1943, 1969)
  - Violoncellokonzerte (1952, 1962)
  - Kontrabasskonzert (1966)
- Оперы и вокальная музыка
  - «Der dunkle Ritter», Oper (1943)
  - «Luciafest», Oper (1944)
  - «Karl Michael Bellmann», Oper (1952)
  - «Phaeton», Oper nach Ovid (1958)
  - «Die Frauen von Troja», Oper nach Euripides (1959)
  - «Der Heiratsantrag», Oper nach Tschechow (1959)
  - «Der Weg nach Palermo», Oper (1964)
  - «Spanisches Capriccio», Oper (1976)
  - Bühnenmärchen
  - Borchert-Kantate (1957)
  - Mahomet-Kantate nach Goethe (1957)
  - Liederzyklen
- Камерная музыка
  - Oktett (1948)
  - Klavierquintette (1935, 1942)
  - Streichquartette (1936, 1936, d-Moll 1937, 1943, 1951, 1959)
  - Klaviertrios (1943, 1956)
  - Violinsonaten (cis-Moll 1927/28, 1938)
  - Violasonate (1943)
  - Violoncellosonaten (1938, 1946, 1962)
  - Vier Klavierstücke (1957).

## Память
- Именем композитора названа одна из улиц Дессау.